# Korzec, West Pomeranian Voivodeship
Korzec [ˈkɔʐɛt͡s] là một khu định cư ở khu hành chính của Gmina Barwice, thuộc hạt Szczecinek, West Pomeranian Voivodeship, ở phía tây bắc Ba Lan. Nó nằm khoảng 2 kilômét (1 mi) phía nam Barwice, 22 km (14 mi) về phía tây của Szczecinek và 123 km (76 mi) về phía đông của thủ đô khu vực Szczecin.
Trước năm 1945, khu vực này là một phần của Đức. Đối với lịch sử của khu vực, xem Lịch sử của Pomerania.